# République populaire du Kampuchéa
1979–1993
Entités précédentes :
- Kampuchéa démocratique

Entités suivantes :
- Autorité provisoire des Nations unies au Cambodge

La république populaire du Kampuchéa (RPK, également traduit par république populaire du Cambodge) est le nom officiel du Cambodge de 1979 à 1989. Le régime est mis en place après le renversement du Kampuchéa démocratique, le régime des Khmers rouges, lors de l'invasion du Cambodge par le Viêt Nam. Le Parti révolutionnaire du peuple khmer, fondé en 1981, gouverne ensuite en tant que parti unique, d'orientation marxiste-léniniste. Soutenu par les Vietnamiens et l'URSS, le gouvernement cambodgien doit à la fois reconstruire le pays et affronter la guerre de guérilla que continuent de mener les Khmers rouges, le FUNCINPEC et le FNLPK. En 1989, l'occupation vietnamienne prend fin et le pays prend le nouveau nom officiel d'État du Cambodge tout en entamant un processus de paix et de transition politique qui débouche en 1991 sur les accords de Paris, l'abandon du communisme et la fin du régime de parti unique. Le pays est ensuite mis sous la tutelle de l'Autorité provisoire des Nations unies au Cambodge, jusqu'aux élections pluralistes de 1993, qui sont suivies de la restauration de la monarchie au Cambodge.

## Histoire

### Chute des Khmers rouges
Au pouvoir après leur victoire militaire au terme de la guerre civile cambodgienne, les Khmers rouges mettent en place un régime dictatorial particulièrement meurtrier, également marqué par des purges internes régulières. La zone Est du Kampuchéa démocratique, où la politique suivie est nettement moins brutale, est prise d'assaut par les troupes de Ke Pauk et Son Sen à partir d'avril 1978. Une grande partie de ses cadres, dont Heng Samrin et Hun Sen, ne doivent leur salut qu'à la fuite. Dans le même temps, les relations avec le Viêt Nam, ancien protecteur des communistes cambodgiens, se sont particulièrement dégradées et sont passées de la rupture politique à l'hostilité ouverte, avec des incursions militaires en territoire vietnamien. En 1978, le Viêt Nam est décidé à en finir avec les Khmers rouges, et se prépare à engager le combat, tout en préparant une alternative politique pour le Cambodge. Les Vietnamiens disposent déjà d'alliés khmers en la personne d'une partie des anciens cadres Khmers issarak (« Khmers Việt Minh ») dont beaucoup résident essentiellement au Viêt Nam depuis des années; la dissidence d'une partie des cadres khmers rouges leur fournit un autre vivier d'alliés, que Lê Đức Thọ s'occupe de former. Le 2 décembre 1978, soixante-dix cadres et officiers khmers rouges dissidents proclament depuis le Viêt Nam le Front uni national pour le salut du Kampuchéa (FUNSK), dont Heng Samrin prend la direction.
Le 25 décembre 1978, l'Armée populaire vietnamienne envahit le territoire cambodgien : l'armée khmère rouge, nettement moins nombreuse et moins bien équipée, affaiblie de surcroît par des désertions massives, est vaincue en moins de deux semaines. Pol Pot, Ta Mok, Nuon Chea et le reste du gouvernement du Kampuchéa démocratique prennent la fuite tandis que le prince Norodom Sihanouk est sorti de sa résidence surveillée pour être évacué par avion vers la république populaire de Chine. Le 7 janvier 1979, les troupes vietnamiennes entrent dans Phnom Penh, vide et abandonnée par ses défenseurs.

### Reconstruction du pays
Le 11 janvier, la république populaire du Kampuchéa est proclamée. Un gouvernement provisoire est formé, sous la forme du Conseil révolutionnaire populaire, avec Heng Samrin comme président, l'ancien Khmer Việt Minh Pen Sovan comme vice-président, Hun Sen, alors âgé de 26 ans, chargé des affaires étrangères, et Chea Sim de l'intérieur. Dès le 18 février, un traité d'amitié est signé avec le Viêt Nam, qui place sous sa protection le nouveau gouvernement cambodgien.
L'arrivée des troupes vietnamiennes est initialement vécue comme un soulagement par la population cambodgienne. Les Bộ đội ont initialement la main assez lourde, n'hésitant pas à tuer les personnes soupçonnées d'être des soldats khmers rouges, voire à détruire les barrages pour priver les troupes khmères rouges rescapées d'eau et d'approvisionnement en nourriture.
L'accès de Phnom Penh, vidée en avril 1975 par les Khmers rouges, demeure interdit durant plus de six mois aux anciens habitants encore en vie qui doivent camper à la périphérie tandis que des techniciens vietnamiens remettent en état les infrastructures de la ville, rétablissant notamment l'eau et l'électricité. Les villas les plus luxueuses sont dans l’intervalle réquisitionnées au profit des dignitaires du nouveau régime et de leurs conseillers vietnamiens. De plus, les Bộ đội auraient profité de la vacance des immeubles pour se livrer à un pillage en règle de tout ce qui pouvait y être récupéré ; ces méthodes auraient également touché les usines qui avaient été remises en état par les techniciens chinois et nord-coréens du temps du Kampuchéa démocratique telles la manufacture de pneumatiques de Ta Khmau ou la cimenterie de Kampot.  Dans le même temps, les nouvelles autorités recherchent activement parmi les rescapés des fonctionnaires et ouvriers qualifiés pour relancer l'administration et les usines. Ce n'est qu'en 1980 que la législation est assouplie et que l'entrée de la capitale redevient à peu près libre.
Afin de financer une partie de l’effort de guerre, une collectivisation de l’économie est tentée, mais elle se heurte rapidement aux réticences de la population à qui elle rappelle par trop le dirigisme de la période précédente et le projet devra rapidement être renvoyé aux calendes grecques. Les agriculteurs, dont le secteur d’activité restait prédominant, et qui avaient de tout temps eu à composer avec les réquisitions, n’eurent aucun mal à contourner les nouvelles mesures, préférant conserver leurs récoltes ou les vendre aux commerçants qui se réinstallaient plutôt qu’aux magasins d’État.

### Réactions internationales à l'occupation vietnamienne
Au fur et à mesure que les crimes du régime khmer rouge sont dévoilés, l'antipathie à leur égard va croissante au sein de la communauté internationale. Mais les choses vont brusquement changer avec l’incursion vietnamienne. Ce sera tout d’abord Norodom Sihanouk qui, à la tribune de l’Organisation des Nations unies obtient le 11 janvier 1979 la condamnation de l’intervention vietnamienne par le Conseil de sécurité et que les dirigeants du Kampuchéa démocratique restent les seuls représentants légaux du Cambodge. La Chine, pour sa part, avait toujours soutenu le pouvoir khmer rouge et va continuer dans cette voie. La chute du régime de Pol Pot lui avait fait perdre un de ses seuls alliés dans la mer de Chine du Sud. À un moment où Deng Xiaoping entreprend une ouverture de son pays à l’économie de marché, cette zone revêt un important intérêt stratégique, mais la Chine s’y retrouve isolée au milieu des alliés des États-Unis (Thaïlande, Philippines …) ou de l’Union soviétique (Vietnam) avec qui de surcroît elle a des différends au sujet des Îles Paracels et Spratleys. Elle a donc tout intérêt à soutenir le retour d’un pouvoir plus accommodant à son égard. La Thaïlande, quant à elle, ne voit pas d’un bon œil cette implantation vietnamienne à ses frontières et craint que par un effet domino, elle soit la prochaine cible de la soif d’expansion de Hanoï. Elle donne donc une réponse favorable à la demande de tractations de Pékin qui va aboutir à l’arrêt du soutien chinois à la rébellion maoïste thaïlandaise en échange de l’appui de Bangkok à la guérilla khmère rouge. Elle entraîne dans son sillage les autres pays de l’ASEAN qui vont s’impliquer avec une diligence variée suivant les pays. Singapour, qui a tissé des relations de longue date avec la Chine lui emboîte rapidement le pas, mais l’Indonésie, où Soeharto avait éliminé quinze ans plus tôt les partisans et sympathisants communiste pour prendre le pouvoir, se montrait plus réticente à coopérer avec Pékin. Les États-Unis, pour leur part, ne pouvaient manquer d’assimiler l’intervention vietnamienne à un nouvel avatar de l’expansion soviétique dans le monde qui sera l’un des principaux thèmes de la campagne qui permettra à Ronald Reagan de se faire élire. Ils ne seront donc pas long à se ranger derrière un camp qui comprend déjà leurs fidèles alliés de l’ASEAN et n’ont pas trop de mal à entraîner derrière eux les autres pays occidentaux qui étaient peu enclins à se fâcher avec la Chine à un moment où elle leur ouvrait son marché.
En février 1979, la république populaire de Chine opte pour une solution militaire et attaque le Viêt Nam sur sa frontière nord. La guerre sino-vietnamienne, transposition en Asie du Sud-Est de la rivalité sino-soviétique au sein du monde communiste, s'achève au bout d'un mois sans résultat probant. Dans le même temps, toutes les aides internationales venues d'Occident sont interdites au Viêt Nam tant qu'il occupera le Cambodge.

### Mise en place du régime
Le pays demeure occupé par l'Armée populaire vietnamienne qui, en 1979, porte ses effectifs au Cambodge à 220 000 soldats. Une administration cambodgienne se remet en place, mais les fonctionnaires sont chapeautés par des organismes d'expert-conseillers vietnamiens. La monnaie, abolie par les Khmers rouges, est réintroduite en 1980, les écoles rouvrent, et les usines recommencent à fonctionner. Le nouveau régime est reconnu en janvier 1980 par 29 pays membres de l'ONU - principalement l'URSS et ses alliés - contre 80 pour le Kampuchéa démocratique.
La référence au « socialisme » étant quelque peu discréditée par le passage au pouvoir des Khmers rouges, le discours politique du nouveau régime est, tout d'abord basé sur la dénonciation de la « clique génocidaire Pol Pot-Ieng Sary » dont les nouveaux dirigeants, pour beaucoup anciens khmers rouges, souhaitent se démarquer. Le régime de la RPK est le premier à utiliser le terme de « génocide » pour qualifier les actes du régime de Pol Pot, et pour lesquels il avance, dans la lignée du discours vietnamiens, le chiffre de 3 100 000 victimes. En août 1979, Pol Pot et Ieng Sary sont condamnés à mort par contumace.
Le gouvernement de la RPK reste initialement composé des deux tendances, parfois opposées au cours de leur histoire, des communistes cambodgiens : les « Khmers Việt Minh » et les Khmers rouges dissidents, pour la plupart issus du commandement de l'ancienne Zone Est du Kampuchéa démocratique. Quelques personnalités non communistes acceptent de prêter leurs compétences au régime, comme Kong Sam Ol, nommé ministre de l'agriculture. L'administration locale est largement rebâtie par les cadres vietnamiens qui, aidés d'interprètes, installent dans les villes, villages et provinces des comités nommés ou « élus ».
Le pays est maintenu dans un fort isolement, les communications avec l'Occident étant réduites au minimum, de même que l'apprentissage des langues étrangères, les liaisons aériennes (un seul vol par semaine, organisé par la Croix-Rouge internationale, permet aux seuls étrangers et officiels du régime d'aller de Phnom Penh à Bangkok, via Hô Chi Minh-Ville).
Dans un pays ruiné par huit ans de guerre civile et trois ans et demi de régime khmer rouge, le gouvernement a à cœur de remettre sur pied des organismes de contrôle social. En janvier 1979, au beau milieu de l'offensive vietnamienne contre les Khmers rouges, Heng Samrin a réuni un « troisième congrès du parti », revendiquant pour sa tendance la légitimité de l'héritage du Parti révolutionnaire du peuple khmer fondé en 1951 (par opposition au Parti communiste du Kampuchéa des Khmers rouges). Pen Sovan est élu premier secrétaire du comité central, le parti ne comptant alors qu'une soixantaine de membres. Ce n'est qu'en 1981, une fois le régime davantage confiant dans sa stabilité, que le parti commence à avoir des activités publiques et à exprimer ouvertement une idéologie communiste qu’il avait jusque-là tue par peur de réactions hostiles dans la population. Lors de son « quatrième congrès » officiel, tenu du 26 au 29 mai 1981, le nouveau Parti révolutionnaire du peuple khmer adopte une ligne officielle patriotique et marxiste-léniniste. Il revendique en outre l'année 1951 comme date de fondation, afin de se présenter comme le seul Parti communiste cambodgien légitime. Pen Sovan succède à Heng Samrin comme secrétaire général. Les 117 membres de l'assemblée nationale sont élus le 1er mai lors d'un scrutin où la plupart des candidats sont nommés par le FUNSK. Le 27 juin, une constitution est adoptée, qui définit la république populaire du Kampuchéa comme un « État démocratique » sur la voie du « socialisme ». Le conseil révolutionnaire populaire est remplacé par de nouveaux organismes exécutifs, le Conseil d'État, dont le président est Heng Samrin (demeurant en conséquence chef de l'État) et le Conseil des ministres, dont Pen Sovan prend la présidence. En 1982, le système judiciaire, depuis 1979 entre les mains de « cours populaires », est réorganisé avec la création d'une Cour suprême,. Une armée nationale est reconstituée, sous le nom de Forces armées populaires révolutionnaires du Kampuchéa.

### Organisation
Malgré sa dénonciation des crimes de Pol Pot, le régime ne met pas en œuvre des purges de l'ancien régime : au contraire, d'anciens cadres du Kampuchéa démocratique, (dont des cadres intermédiaires, niveau auquel ont été commis le plus grand nombre d'abus) sont sauvés de la vindicte populaire par les Vietnamiens, qui comptent sur eux pour rebâtir le pays. Les autorités vietnamiennes ont en effet du mal à recruter parmi les cadres et intellectuels du régime de Sihanouk ayant survécu au régime de Pol Pot, beaucoup se montrant réticents à prêter leur concours. Les anciens cadres khmers rouges se voient donc réintégrés dans l'administration du nouveau régime, éventuellement après une période de « rééducation ». Pour ce qui est des décideurs politiques, dans les années qui suivent la chute du Kampuchéa démocratique, ce sont les anciens khmers rouges dissidents qui se voient privilégiés aux dépens des « Khmers Việt Minh », pourtant historiquement très liés aux communistes vietnamiens. Plusieurs raisons ont été avancées à cette évolution : les anciens Khmers rouges se seraient montrés moins sensibles à la corruption financière que les anciens Khmers issarak; ces derniers, ayant généralement vécu des années au Viêt Nam, auraient eu une meilleure connaissance des réalités politiques vietnamiennes et par conséquent une plus grande capacité de tenir tête à leurs protecteurs; enfin, les Khmers rouges dissidents, ayant le plus à perdre d'un retour de Pol Pot, auraient été jugés plus dociles. En décembre 1981, Pen Sovan est brusquement limogé, probablement pour s'être opposé à la politique d'immigration vietnamienne au Cambodge, et pour avoir manifesté trop de velléités d'indépendance. Chan Sy lui succède comme chef du gouvernement, et Heng Samrin comme secrétaire général du parti. En janvier 1985, Hun Sen devient chef du gouvernement en remplacement de Chan Sy décédé le mois précédent. À ce moment, la hiérarchie politique du Cambodge est désormais largement dominée par les cadres de l'ancienne Zone Est de l'administration khmère rouge,.
Afin de renforcer son assise sociale, le régime met sur pied des organisations de masse comme l'Association des syndicats du Kampuchéa, l'Association des femmes ou l'Organisation de la jeunesse. Grâce à des méthodes de recrutement obligatoire parmi les fonctionnaires et les associations de masse, le nombre de membres du PRPK passe de 700 en 1981 à 10 000 en 1986. Le FUNSK est remplacé en 1981 par le Front d'union pour l'édification et la défense de la patrie du Cambodge. Chaque service administratif et chaque association est dirigée par un Snaul (« noyau ») dont les membres tiennent lieu de représentants du parti : les membres des noyaux passent de 3000 en 1981 à 40 000 en 1986

### Un régime sous tutelle vietnamienne
La mise en place d’une république populaire puis la signature dans la foulée d’un « traité d’amitié » qui permet l’arrivée massive d'« experts-conseillers » vietnamiens a trop de similitude avec ce que l’armée rouge avait établi en Europe de l'Est après la seconde Guerre mondiale pour que le doute soit permis quant à la nature du régime installé à Phnom Penh. Les partisans de Pol Pot se retrouvent ainsi au cœur d'un problème qui durera une décennie, entre une armée vietnamienne qui légitime son maintien pour empêcher le retour au pouvoir des dirigeants khmers rouges et une alliance sino-occidentale qui pour donner plus de poids à ses récriminations n’hésite pas à minimiser la portée des exactions commises dans le Kampuchéa démocratique et donne aux composantes non communistes de la résistance une importance qu’elles n’auront jamais sur le terrain.
Sur place, les Vietnamiens de l'organisme A-40 sont responsables de la liaison entre le Parti révolutionnaire du peuple du Kampuchéa et le Parti communiste vietnamien et des grandes décisions; les B-68, administrateurs de niveau intermédiaire, travaillent avec les fonctionnaires cambodgiens; les A-50 supervisent la gestion des provinces. Les échanges économiques entre le Viêt Nam et le Cambodge se déroulent de manière incertaine pour ce qui est la parité. Enfin, aux plus de 200 000 soldats occupant le pays s'ajoute l'arrivée d'un certain nombre de ressortissants vietnamiens, installés par le gouvernement de Hanoï ou venus de leur propre initiative pour profiter des terres cultivables (le Cambodge ayant deux fois moins d'habitants par hectare que le Viêt Nam, surpeuplé de ce point de vue).
Dans le même temps, la monnaie qui avait été rétablie est alignée sur le đồng alors que dans les écoles rouvertes, le vietnamien devient, pour des raisons pratiques, la première langue vivante. Enfin, les nouveaux cadres se doivent de partir suivre des stages de formation politique au Viêt Nam. Tous ces éléments ne peuvent que conforter ceux qui voient un pays assujetti à Hanoï, voire apporter la preuve, pour les milieux nationalistes d’une vietnamisation du Cambodge, prélude à la disparition sous peu de l’ancien royaume khmer.

### Un pays toujours en guerre
Avec les conflits au Cambodge, les massacres commis lors du Kampuchéa démocratique, et la famine, plus de 200 000 personnes avaient, au fil des années, émigré dans les zones frontalières avec la Thaïlande. Après leur chute, les troupes khmères rouges s'y réfugient à leur tour, entraînant environ 100 000 prisonniers civils dans leur sillage. L’intervention vietnamienne ayant en outre lieu juste avant les moissons, les plants de riz qui attendent d’être récoltés sont détruits par les partisans de Pol Pot lors de leur fuite et ceux qui y réchappent sont écrasés par les chenilles des chars de Hanoï. Les greniers à grains qui avaient échappé à l’incendie par les troupes du Kampuchéa démocratique sont réquisitionnés par les Bộ đội pour ne pas tomber entre les mains de leurs ennemis. Les campagnes vont aussi se couvrir de mines antipersonnel alors que les routes sont encombrées de civils fuyant les combats et d’anciens déportés désireux de retrouver des proches ou leurs foyer,. À partir d'août 1979, la situation devient critique et plus d'un million de personnes poussées par la famine déferlent sur la frontière thaïlandaise. Au Cambodge, l’aide humanitaire se heurte au peu d’empressement des pays occidentaux à coopérer avec un régime qu’ils condamnent et par le gouvernement à ouvrir ses frontières à une assistance dont pouvaient bénéficier ses adversaires. Le Viêt Nam fait bien distribuer quelques denrées en provenance d’Union soviétique, mais elles ne sont pas adaptées aux habitudes alimentaires de la population. Deux circuits se développent alors pour acheminer les secours, l’un vers Phnom Penh, l’autre vers les camps de réfugiés à l’est du pays, mais dans les deux cas une partie de cette aide est détournée de ce pourquoi elle est destinée,,.
Le gouvernement thaïlandais, de son côté, s'inquiète de l'avance du Viêt Nam et, en accord avec la Chine, aide les Khmers rouges à reconstituer leurs forces militaires. Dès l'été 1979, les Khmers rouges se sont réorganisés dans le but de mener des offensives. Les troupes du FNLPK de Son Sann et celles du FUNCINPEC de Norodom Sihanouk mènent également une guérilla contre le régime de Phnom Penh, et s'allient ensuite avec les Khmers rouges au sein d'un front uni
Les saisons rythment alors les offensives. Durant la période sèche, l’armée vietnamienne  attaque les positions de la résistance, mais se retire dès les premières pluies, avant que les moussons ne rendent les voies d’accès impraticables, laissant leurs adversaires reprendre le terrain perdu. En 1984, les Vietnamiens doivent se rendre à l’évidence que leurs tentatives d’aligner l’économie cambodgienne sur la leur se heurtent à la réticence des habitants et que sur le plan militaire la contribution des troupes khmères restent faible. Afin de lutter contre les incursions de la résistance et mobiliser la population cambodgienne, les autorités de Hanoï décident l’édification d’une ligne de défense longeant les 800 kilomètres de la frontière thaïlandaise. Le projet, baptisé K5 mais plus connu sous le nom de « mur de bambou (en) », mobilisera entre cent quarante-cinq mille et trois cent quatre-vingt-un mille hommes. La mortalité, causée par les conditions de travail et les maladies est effroyable et va rapidement rendre le chantier très impopulaire. Une rumeur va même courir, affirmant qu’en fait le projet est un moyen trouvé par les Vietnamiens pour éliminer tous les Cambodgiens. La réticence accrue du gouvernement de Phnom Penh de fournir toujours plus de main d’œuvre, le coût d’entretien de l’ouvrage et sa faible utilité auront finalement raison du projet qui sera abandonné en 1986, non sans avoir engendré des pertes terrifiantes. Les Forces armées populaires révolutionnaires du Kampuchéa, peu motivées - et dont la durée de conscription passe en 1985 de 2 à 5 ans, souffrent de nombreuses désertions. La situation militaire, la mobilisation forcée et l'arrivée des immigrants vietnamiens achèvent de rendre les occupants impopulaires, bien que la population craigne avant tout le retour de Pol Pot au pouvoir,.

### Évolution après 1986
En 1986, le conflit cambodgien est dans une impasse : les groupes de résistance ne parviennent pas à reprendre pied au Cambodge, pas plus que les Vietnamiens et le gouvernement de la RPK ne parviennent à les éliminer. Le Viêt Nam comme l'URSS subissent le poids financier du conflit. L'accession au pouvoir en Union soviétique de Mikhaïl Gorbatchev achève de changer la donne : le secrétaire général du PCUS exprime dès 1986 le souhait de se rapprocher de la république populaire de Chine et le Viêt Nam se voit en conséquence conseiller de régler ses différends avec Pékin. Cause ou non de cette annonce, les nouveaux responsables vietnamiens semblent plus enclins que leurs prédécesseurs à laisser le Cambodge aux mains de dirigeants plus indépendants à leur égard, tant qu'ils ne permettent pas pour autant un retour du régime khmer rouge ni ne remettent en cause la sécurité au sud du Viêt Nam. Envisageant dès lors de retirer ses troupes du Cambodge, le Viêt Nam entreprend de faire reconnaître la république populaire du Kampuchéa sur le plan international. Pour cela, des négociations sont nécessaires avec le Gouvernement de coalition du Kampuchéa démocratique formé par les groupes de résistance : ne souhaitant pas les mener lui-même, le gouvernement vietnamien encourage la RPK à dialoguer directement avec ses adversaires. La Chine se montrant hostile, le Viêt Nam annonce le retrait de ses troupes du Laos et du Cambodge. Des contacts sont pris en vue de futures élections et d'accords de paix : en décembre 1987, Hun Sen rencontre Norodom Sihanouk à Fère-en-Tardenois, en France. Plusieurs rencontres ont lieu, au cours desquelles Sihanouk formule une série d'exigences, l'une d'elles refusant la tenue d'élections au Cambodge tant que le pays n'aura pas changé de nom officiel. En janvier 1989, la Chine accepte de laisser les « aspects nationaux » du conflit cambodgien aux parties concernées, signalant que pour elle, l'affaire redevient d'intérêt strictement local, et conseille aux parties cambodgiennes, y compris la RPK de se réconcilier.
Désormais reconnu comme interlocuteur par toutes les parties en présence, le gouvernement cambodgien entreprend de se défaire de son image de vassal du Viêt Nam. Les 29 et 30 avril 1989, l'Assemblée nationale entérine une révision constitutionnelle importante : la république populaire du Kampuchéa adopte le nouveau nom officiel d'État du Cambodge, modifie son drapeau et son hymne national, et se proclame « neutre, pacifique et non aligné ». Le bouddhisme est déclaré religion nationale et la constitution inclut des garanties quant à la propriété privée et aux droits de l'homme. L'Armée populaire vietnamienne achève son retrait du pays en septembre de la même année. Les opposants au régime de Phnom Penh en profitent pour investir l’ouest du pays. Les forces khmères rouges mettent ainsi la main sur les pierres précieuses et le bois exotique de la région de Pailin et donnent un moment l’impression de pouvoir prendre Battambang.

### Vers les accords de paix
Le conflit cambodgien, après le retrait des puissances étrangères, devient une simple guerre civile entre l'État du Cambodge et le Gouvernement de coalition du Kampuchéa démocratique. Les pourparlers traînent toujours, l'État du Cambodge refusant toute participation des Khmers rouges à un éventuel futur gouvernement de coalition. Gareth Evans, ministre australien des Affaires étrangères, propose en novembre 1989 de mettre le pays sous tutelle de l'ONU durant la période intermédiaire entre le cessez-le-feu et les élections, pour éviter le risque d'un coup de force des Khmers rouges ; ces derniers, espérant que cette subordination puisse mettre un terme à la prédominance du Parti révolutionnaire du peuple khmer sur l'administration du pays, se rallient à cette idée. En juin 1990, Hun Sen propose que l'État du Cambodge et le GCKD soient représentés à égalité au sein du Conseil national suprême, le futur gouvernement provisoire. En mai 1991, Norodom Sihanouk propose que la direction du Conseil national suprême soit partagée entre un président (lui-même) et un vice-président (Hun Sen). Réunis entre le 24 et le 26 juin à Pattaya (Thaïlande), les quatre parties signent un accord de cessez-le-feu. Les Khmers rouges, toujours soutenus diplomatiquement par la Chine et ne souhaitant pas apporter à l'État du Cambodge la légitimité du suffrage universel, pratiquent systématiquement l'obstruction et empêchent l'ONU d'accéder aux zones sous leur contrôle. Au mois d'octobre 1991, le Parti révolutionnaire du peuple du Kampuchéa se réunit en congrès extraordinaire, abandonne le marxisme-léninisme, et adopte le nouveau nom de Parti du peuple cambodgien. Le 18 octobre, le multipartisme est autorisé au Cambodge. Le 23 octobre, les accords de Paris sont signés, entérinant le processus de paix et reconnaissant le Conseil national suprême, présidé par Sihanouk, comme la principale source de l'autorité exécutive au Cambodge. Le 14 novembre, Norodom Sihanouk fait son entrée à Phnom Penh après plus d'une décennie d'exil.

### Restauration de la monarchie
Le 28 février 1992, l'Autorité provisoire des Nations unies au Cambodge  (APRONUC) est mise en place par la résolution 745 du Conseil de sécurité des Nations unies, et prend en main l'organisation des futures élections. Contre toute attente, celles-ci, qui se tiennent du 23 au 28 mai 1993, sont considérées comme un succès, du fait d'une forte participation, à l'exception des zones khmères rouges où le scrutin n'a pu être tenu. Le FUNCINPEC remporte la majorité devant le PPC, très loin devant les autres partis. En juin, Norodom Sihanouk est élu par l'assemblée Chef de l'État avec les pleins pouvoirs. Désireux de garantir la transition politique, Sihanouk décide la mise en place d'une double organisation gouvernementale, chaque ministre du FUNCINPEC devant partager son portefeuille avec un autre ministre, issu du PPC. Norodom Ranariddh, fils de Sihanouk, devient chef du gouvernement avec le titre de « Premier Premier ministre », partageant le pouvoir avec Hun Sen, qui porte le titre de « Second Premier ministre ». Le 22 septembre 1993, la nouvelle constitution est votée, mettant fin à la mission de l'APRONUC. La monarchie est rétablie et, le 24 septembre, Norodom Sihanouk remonte sur le trône, 38 ans après sa première abdication et 23 ans après son renversement par Lon Nol.